# 章駒
章駒（1904年—1941年12月30日），字之鴻，一字秉璜，浙江湯溪（今屬蘭谿市）人，中華民國大陸時期政治人物，1925年加入中國共產黨、中國國民黨，畢業於中央政治學校政治系，歷任蘭谿縣教育科長、金華縣長、慈谿縣長。
1938年初，章駒調任慈谿縣長後積極組織戰時抗日工作，開展抗日宣傳，訓練地方部隊以及成立抗日宣傳隊、救護隊和募捐隊等團體。1941年，包括慈谿在內的浙東一帶多地遭日軍攻克，章駒率領政府人員撤至山區，後因日軍加緊掃蕩而移駐奉化縣北溪。12月底日軍包圍位於北溪的慈谿縣署，章駒於12月31日上午突圍時中彈身亡。

## 生平
1904年章駒生於浙江省湯溪縣下章村（今屬蘭谿市游埠鎮），父親正齊先生爲清朝生員。章駒畢業於位於金華的浙江省立第七中學師範部（1923年由原金華中學堂與浙江省立第七師範學校合併而來），曾任蘭溪縣私立繩武小學教師。後以公費考入中央政治學校大學部政治系，1932年畢業後分發浙江省民政廳服務。
1925年6月在第七中學由千家駒介紹加入中國共產黨，同年加入中國國民黨。

## 紀念
1942年3月30日的章駒追悼會上，時任國民政府浙江省政府主席黃紹竑特致輓詞。
2016年12月（一说2017年7月），中華人民共和國民政部追認章駒爲烈士。章駒後人在其家鄉蘭溪市遊埠鎮重修章駒烈士墓，以供瞻仰憑弔。

## 圖冊

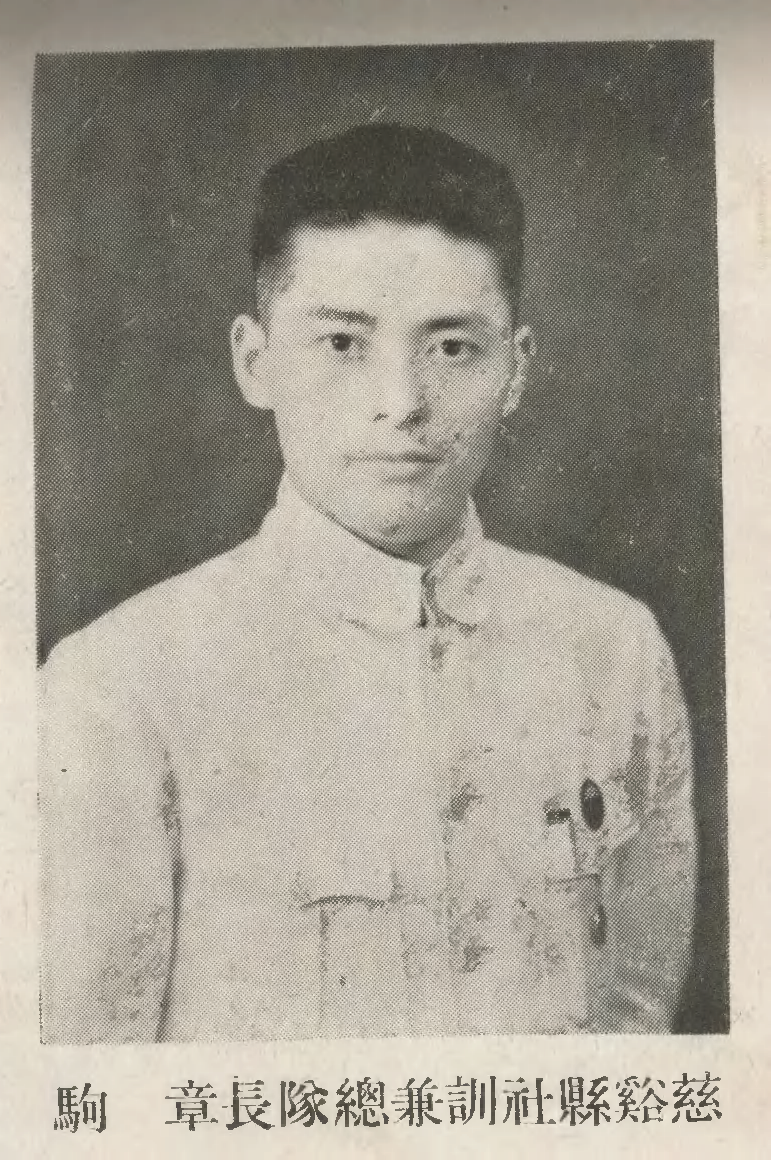
章駒半身照
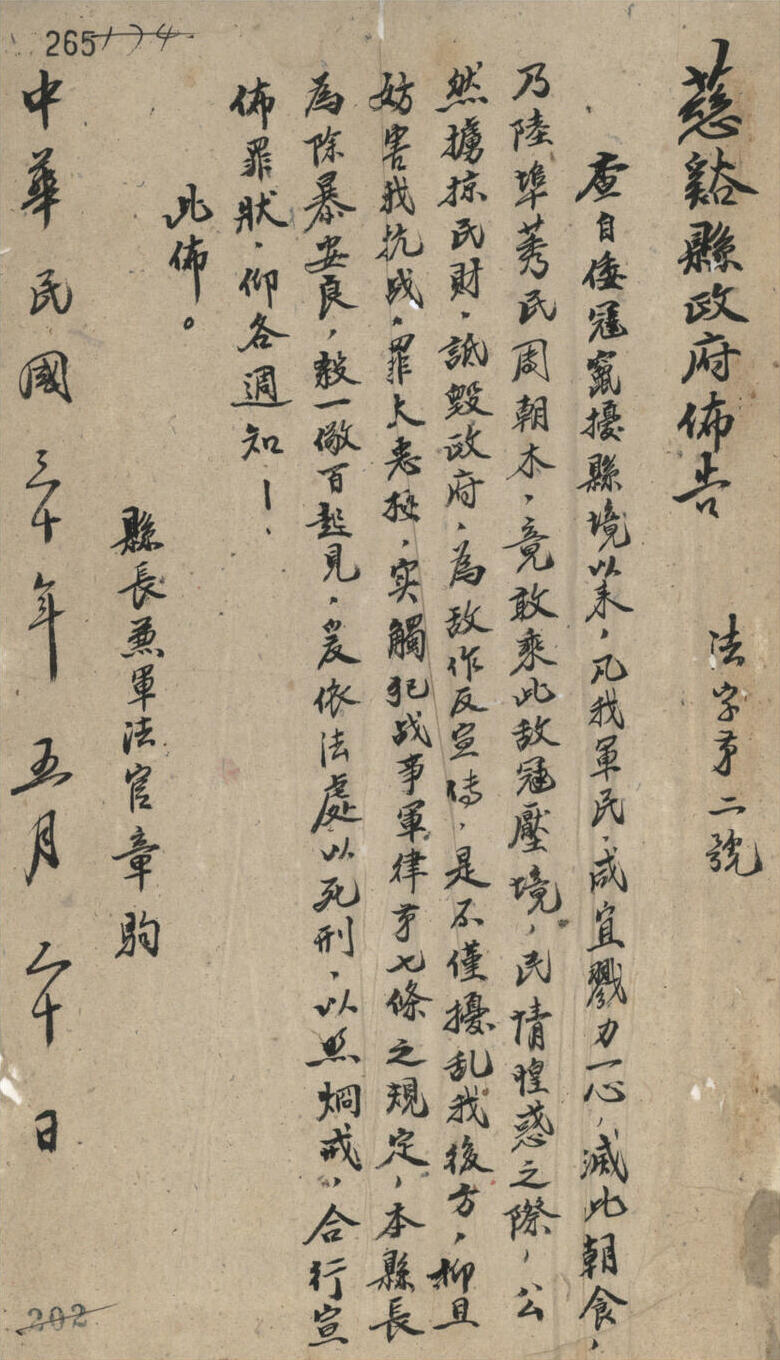
抗戰時期章駒發佈的鋤奸佈告
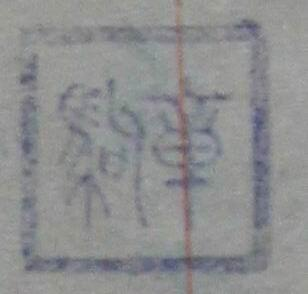
章駒印